# 氯化二茂钇
氯化二茂钇是一种有机钇化合物，化学式为(C5H5)2YCl。它可由无水氯化钇和环戊二烯基钠反应得到。它和氢化铝锂或氢化铝钠反应，可以得到(C5H5)2YAlH4溶剂加合物。